# Kirovske
Kirovske (în ucraineană Кіровське) este așezarea de tip urban de reședință a raionului Kirovske din Republica Autonomă Crimeea, Ucraina. În afara localității principale, nu cuprinde și alte sate.

## Demografie
Componența lingvistică a așezării de tip urban Kirovske
     Rusă (71,81%)
     Tătară crimeeană (18,72%)
     Ucraineană (7,27%)
     Alte limbi (0,38%)
Conform recensământului din 2001, majoritatea populației așezării de tip urban Kirovske era vorbitoare de rusă (71,81%), existând în minoritate și vorbitori de tătară crimeeană (18,72%) și ucraineană (7,27%).